# Hero (Afrojack en David Guetta)
"Hero" is een nummer van de dj's/producers Afrojack uit Nederland en David Guetta uit Frankrijk. Het is op 30 april 2021 uitgebracht op Afrojack's eigen platenlabel Wall Recordings en beleefde z'n primeur tijdens de finale van het Eurovisiesongfestival 2021 op 22 mei 2021 in het Rotterdam Ahoy. Het nummer werd daar gebruikt tijdens de pauze-act, waarin onder meer de Erasmusbrug en Rotterdamse trams werden gebruikt. Afrojack stond achter een dj-set op het podium.
Het nummer was geschreven door Afrojack, Guetta, Mikkel S. Eriksen en Tor Erik Hermansen van het Noorse productieduo Stargate, de Britse zangeres Ellie Goulding, de Britse zanger Jamie Scott en Ryan Tedder van de Amerikaanse band OneRepublic. Hoewel Goulding de oorspronkelijke demo in had gezongen, werden de vocals op de uiteindelijke versie uitgevoerd door de Amerikaanse zangeres Luxtides (alias Danni Bouchard). Haar naam werd echter niet vermeld op de opname.

## Ontvangst
Het nummer werd over het algemeen positief ontvangen, waarbij de nadruk werd gelegd bij het feit dat de sound ("een mix van pop en EDM") teruggreep naar de muziek van rond 2010. De Amerikaanse website EDM.com schreef dat het nummer duidelijke invloeden uit die tijd bevatte, die sindsdien plaats hebben gemaakt voor meer pop-gerichte stijlen. "Maar na een zwaar jaar zonder live muziek dankzij die vreselijke COVID-19 pandemie hebben veel liefhebbers in een nostalgische bui die oude muziek weer ontdekt en omarmd, in een wanhopige poging om zich vast te klampen aan herinneringen aan eenvoudiger tijden." Volgens hetzelfde artikel hoopte Afrojack dat Hero kon werken "als een tijdmachine".
in november 2021 werd het nummer genomineerd voor een Grammy Award in de categorie Best Dance/Electronic Recording.

## Hitlijsten
Het nummer was een hit in Nederland, waar het de derde plaats in de Top 40 bereikte. In andere Europese landen was het succes echter gematigder. In de VS bereikte Hero de top 10 van de Dance Mix/Show Airplay hitlijst van Billboard. In 2021 stond het nummer op de hoogste positie in de Dance 15 van The X Vibe, een jaarlijkse hitlijst met de populairste dancenummers van het jaar.

### Nederlandse Top 40
| Hitnotering: 22-05-2021 t/m 16-10-2021 | Hitnotering: 22-05-2021 t/m 16-10-2021 | Hitnotering: 22-05-2021 t/m 16-10-2021 | Hitnotering: 22-05-2021 t/m 16-10-2021 | Hitnotering: 22-05-2021 t/m 16-10-2021 | Hitnotering: 22-05-2021 t/m 16-10-2021 | Hitnotering: 22-05-2021 t/m 16-10-2021 | Hitnotering: 22-05-2021 t/m 16-10-2021 | Hitnotering: 22-05-2021 t/m 16-10-2021 | Hitnotering: 22-05-2021 t/m 16-10-2021 | Hitnotering: 22-05-2021 t/m 16-10-2021 | Hitnotering: 22-05-2021 t/m 16-10-2021 | Hitnotering: 22-05-2021 t/m 16-10-2021 | Hitnotering: 22-05-2021 t/m 16-10-2021 | Hitnotering: 22-05-2021 t/m 16-10-2021 | Hitnotering: 22-05-2021 t/m 16-10-2021 | Hitnotering: 22-05-2021 t/m 16-10-2021 | Hitnotering: 22-05-2021 t/m 16-10-2021 | Hitnotering: 22-05-2021 t/m 16-10-2021 | Hitnotering: 22-05-2021 t/m 16-10-2021 | Hitnotering: 22-05-2021 t/m 16-10-2021 | Hitnotering: 22-05-2021 t/m 16-10-2021 | Hitnotering: 22-05-2021 t/m 16-10-2021 | Hitnotering: 22-05-2021 t/m 16-10-2021 |
| Week:                                  | 1                                      | 2                                      | 3                                      | 4                                      | 5                                      | 6                                      | 7                                      | 8                                      | 9                                      | 10                                     | 11                                     | 12                                     | 13                                     | 14                                     | 15                                     | 16                                     | 17                                     | 18                                     | 19                                     | 20                                     | 21                                     | 22                                     |                                        |
| -------------------------------------- | -------------------------------------- | -------------------------------------- | -------------------------------------- | -------------------------------------- | -------------------------------------- | -------------------------------------- | -------------------------------------- | -------------------------------------- | -------------------------------------- | -------------------------------------- | -------------------------------------- | -------------------------------------- | -------------------------------------- | -------------------------------------- | -------------------------------------- | -------------------------------------- | -------------------------------------- | -------------------------------------- | -------------------------------------- | -------------------------------------- | -------------------------------------- | -------------------------------------- | -------------------------------------- |
| Positie:                               | 40                                     | 39                                     | 36                                     | 24                                     | 13                                     | 8                                      | 6                                      | 6                                      | 6                                      | 6                                      | 4                                      | 3                                      | 4                                      | 8                                      | 9                                      | 11                                     | 13                                     | 14                                     | 16                                     | 20                                     | 29                                     | 31                                     | uit                                    |

### NederlandseSingle Top 100
| Hitnotering: 29-05-2021 t/m 06-11-2021 | Hitnotering: 29-05-2021 t/m 06-11-2021 | Hitnotering: 29-05-2021 t/m 06-11-2021 | Hitnotering: 29-05-2021 t/m 06-11-2021 | Hitnotering: 29-05-2021 t/m 06-11-2021 | Hitnotering: 29-05-2021 t/m 06-11-2021 | Hitnotering: 29-05-2021 t/m 06-11-2021 | Hitnotering: 29-05-2021 t/m 06-11-2021 | Hitnotering: 29-05-2021 t/m 06-11-2021 | Hitnotering: 29-05-2021 t/m 06-11-2021 | Hitnotering: 29-05-2021 t/m 06-11-2021 | Hitnotering: 29-05-2021 t/m 06-11-2021 | Hitnotering: 29-05-2021 t/m 06-11-2021 | Hitnotering: 29-05-2021 t/m 06-11-2021 | Hitnotering: 29-05-2021 t/m 06-11-2021 | Hitnotering: 29-05-2021 t/m 06-11-2021 | Hitnotering: 29-05-2021 t/m 06-11-2021 | Hitnotering: 29-05-2021 t/m 06-11-2021 | Hitnotering: 29-05-2021 t/m 06-11-2021 | Hitnotering: 29-05-2021 t/m 06-11-2021 | Hitnotering: 29-05-2021 t/m 06-11-2021 | Hitnotering: 29-05-2021 t/m 06-11-2021 | Hitnotering: 29-05-2021 t/m 06-11-2021 | Hitnotering: 29-05-2021 t/m 06-11-2021 | Hitnotering: 29-05-2021 t/m 06-11-2021 | Hitnotering: 29-05-2021 t/m 06-11-2021 |
| Week:                                  | 1                                      | 2                                      | 3                                      | 4                                      | 5                                      | 6                                      | 7                                      | 8                                      | 9                                      | 10                                     | 11                                     | 12                                     | 13                                     | 14                                     | 15                                     | 16                                     | 17                                     | 18                                     | 19                                     | 20                                     | 21                                     | 22                                     | 23                                     | 24                                     |                                        |
| -------------------------------------- | -------------------------------------- | -------------------------------------- | -------------------------------------- | -------------------------------------- | -------------------------------------- | -------------------------------------- | -------------------------------------- | -------------------------------------- | -------------------------------------- | -------------------------------------- | -------------------------------------- | -------------------------------------- | -------------------------------------- | -------------------------------------- | -------------------------------------- | -------------------------------------- | -------------------------------------- | -------------------------------------- | -------------------------------------- | -------------------------------------- | -------------------------------------- | -------------------------------------- | -------------------------------------- | -------------------------------------- | -------------------------------------- |
| Positie:                               | 93                                     | 60                                     | 40                                     | 28                                     | 26                                     | 29                                     | 26                                     | 17                                     | 18                                     | 17                                     | 16                                     | 14                                     | 18                                     | 23                                     | 21                                     | 34                                     | 34                                     | 37                                     | 35                                     | 42                                     | 44                                     | 52                                     | 66                                     | 100                                    | uit                                    |